# NGC 125

NGC 125

NGC 125 (المعروف أيضا باسم PGC 1772) هي مجرة محدبة تقع في كوكبة الحوت. تم تصنيفها على أنها فئة من نوع Sa. تبعد حوالي 235 مليون سنة ضوئية عن الأرض.

## الإستكشاف
تم اكتشاف NGC 125 من قبل عالم الفلك ويليام هيرشيل في 25 ديسمبر 1790 وينظر إليها مع تلسكوب عاكس مع فتحة من 18.7 بوصة. في وقت الاكتشاف تم تسجيل إحداثياتها على النحو 00h 21m 41s, +87° 56.1′ -20.0″. ولوحظ أيضا 12 أكتوبر 1827 من قبل جون هيرشل.

## المظهر المرئي
وصف دراير NGC 125 بأنها «خافتة جدا» و «صغيرة»، مع «وسط أكثر إشراقا». وهو حوالي 115 ألف سنة ضوئية مما يجعلها أكبر قليلا من مجرة درب التبانة.

## معلومات مجموعة المجرة
NGC 125 هي جزء من مجموعة NGC 128 التي تشمل NGC 125 و NGC 126 و NGC 127 و NGC 128 و NGC 130. على الرغم من أنها في نفس المجرة، فإن الفرق أكثر من 1000 كم / ساعة بين السرعات المتداخلة بين NGC 125 و NGC 128 تجعل من غير المرجح أن تكون قريبة من بعضها البعض. وبسبب التحولات الحمراء مماثلة في NGC 125 و NGC 126 فهي على الأرجح وثيقة بينهما.

## وصلات خارجية
- NGC 125 على موقع ويكي سكاي: DSS2, SDSS, GALEX, IRAS, Hydrogen α, X-Ray, Astrophoto, Sky Map, Articles and images